# エーライツ
株式会社エーライツ（A-Light）は、日本の東京都渋谷区に本社を置く芸能プロダクション。

## 概要
2005年、東京都港区南青山に設立。現在は渋谷区神南に本社を置く。
芸能事務所ではまれである設立時より代表取締役社長および副社長を女性が務め、新人の発掘育成とマネージメントに注力している。これまで吉岡里帆や高橋文哉、醍醐虎汰朗など日本を代表する俳優・モデルを輩出した。現在は東南アジアやアメリカでも注目されSNSのフォロアー数が100万以上のインフルエンサーも多く所属し、インターナショナル部門も開拓している。
日本を代表するアイドルイベントを手掛ける@JAMとコラボオーディションを通年開催し、現在は男女ともに10以上のアイドルグループにエーライツ所属者がメンバーに入り活動している。歌手やアイドルなどアーティスト活動の傍ら役者業と両立する所属者も多く活動は多岐にわたる。昨今、人気のリアリティー番組『今日、好きになりました。』『オオカミくん』などにも出演し注目される若年層の所属者も多い。
エーライツ所属の醍醐虎汰朗による演技ワークショップ『醍醐塾』がアカデミー・エンターテイメントにて定期的に行われている。舞台・映像の経験を持つ醍醐が同じ事務所の新人役者育成を目的に実施されており、醍醐本人がレッスン内容を作成する人気のクラスとなっている。
同社はボランティア活動にも注力している。2011年東日本大地震および2016年熊本地震ではスタッフや所属者が、2024年能登半島地震の際は大学生団体HOKELEAと連携し被災地にてボランティア活動に取り組んだ。